# Theory of a Deadman
Theory of a Deadman — пост-гранж рок-група з Ванкувера, Канада, заснована в 2001 році.

## Історія
Theory of a Deadman була заснована в 2001 році. Популярність групи принесла гра під назвою «Fahrenheit», в якій були присутні пісні з альбому Gasoline: «Santa Monica», «Say Goodbye», «No Surprise», а також спеціально написана «No Way Out».
Гра «Fahrenheit» розійшлася по світу накладом у кілька мільйонів копій і привернула увагу громадськості до групи. Вже в 2005 році група випустила свій новий альбом під назвою Gasoline, який був дуже тепло прийнятий слухачами. 1 квітня 2008 р. група випустила свій третій альбом Scars and Souvenirs, який також має популярність.
Крім того, їх пісня «Invisible Man» прозвучала у фільмі «Людина-павук».
Їхня пісня «Not Meant To Be» увійшла в саундтрек до фільму «Трансформери: Помста полеглих».
На цей час знято 15 кліпів на пісні «Better Off», «No Surprise», «Santa Monica», «Since You've Been Gone», «Make Up Your Mind», «Nothing Could Come Between Us», «Point To Prove», «So Happy», «Bad Girlfriend», «All Or Nothing», «Hate My Life», «Not Meant To Be», «By The Way», «Lowlife» і «Bitch Came Back».
9 квітня 2009 року альбом Scars and Souvenirs отримав золотий статус у США.
Четвертий альбом групи під назвою The Truth is... вийшов 12 липня 2011 р. Дві пісні з нього — «Lowlife» і «Bitch Came Back» — дебютували під час туру Avalanche, в якому Theory of a Deadman брали участь спільно зі Stone Sour, Skillet, Halestorm, и Art of Dying.
«Head Above Water» — пісня з альбому The Truth is..., увійшла в саундтрек до фільму «Трансформери: Темний бік Місяця».
14 липня 2011 р. на ресурсі CraveOnline відбулася прем'єра відеокліпу на перший сингл з нового альбому, пісню «Lowlife». Головну роль в якому виконав Донал Лог.
Прем'єра кліпу «Bitch Came Back» відбулася 28 вересня 2011 р. на ресурсі ARTISTdirect.com.

## Склад
- Тайлер Конноллі — вокал, соло-гітара
- Дін Бек — бас-гітара
- Дейв Бреннер — ритм-гітара
- Джоуї Дандено — ударні

### Колишні учасники
- Тім Харт — ударні (2001—2003)
- Кайла Баард — ударні (2003)
- Брент Фітц — ударні (2004—2007)

## Дискографія
- 2002: Theory of a Deadman
- 2005: Gasoline
- 2008: Scars and Souvenirs
- 2011: The Truth is...
- 2014: Savages
- 2017: Wake Up Call
- 2020: Say Nothing

## Цікаві факти
- У грі Fahrenheit/Indigo Prophecy як саундтрек були використані 4 пісні з альбому Gasoline — «Santa Monica», «No Surprise», «Say Goodbye» і «No Way Out». Пісня «Santa Monica» прозвучала у фінальних титрах і деяких епізодах.
- У грі American Chopper звучить пісня «Leg to Stand On».
- Гра NASCAR 09 використовує пісню «Got It Made» з їхнього альбому Scars and Souvenirs як саундтрек.
- Назва гурту походить з пісні Connolly — «Last Song», в якій співається про людину, що пише мемуари перед здійсненням самогубства.
- Дэніел Адаір з групи Nickelback грав на ударних у пісні «Santa Monica».
- Пісня «Invisible Man» звучить у фільмі «Людина -павук».
- Пісня «Got it Made» використана у відео-огляді TNA Wrestling в 2008 році.